# Wörnitz (Gemeinde)
Wörnitz ist eine Gemeinde im Landkreis Ansbach in Mittelfranken und zählt zur Metropolregion Nürnberg. Die Gemeinde ist Mitglied der Verwaltungsgemeinschaft Schillingsfürst.

## Geografie

### Geografische Lage
Wörnitz liegt im Naturpark Frankenhöhe; durch das Gemeindegebiet fließt die Wörnitz.

### Nachbargemeinden
Die Nachbargemeinden sind (im Norden beginnend im Uhrzeigersinn):
- Diebach
- Schillingsfürst
- Dombühl
- Feuchtwangen
- Schnelldorf
- Wettringen

### Gemeindegliederung
Die Gemeinde hat 17 Gemeindeteile (in Klammern ist der Siedlungstyp angegeben):
- Arzbach (Dorf)
- Bastenau (Weiler)
- Bösennördlingen (Dorf)
- Bottenweiler (Dorf)
- Ebertsmühle (Einöde)
- Erzberg (Pfarrdorf)
- Harlang (Dorf)
- Mittelstetten (Weiler)
- Mühlen (Dorf)
- Oberwörnitz (Dorf)
- Riedenberg (Einöde)
- Rosenhof (Einöde)
- Rothof (Weiler)
- Ulrichshausen (Dorf)
- Waldhausen (Dorf)
- Walkersdorf (Dorf)
- Wörnitz (Pfarrdorf)

Felsenkeller, Kleinmühlen, Morrieden und Sandmühle sind keine amtlich benannten Gemeindeteile.
Es gibt auf dem Gemeindegebiet die Gemarkungen Erzberg und Wörnitz. Die Gemarkung Wörnitz hat eine Fläche von 16,494 km². Sie ist in 1748 Flurstücke aufgeteilt, die eine durchschnittliche Fläche von 9436,09 m² haben. In ihr liegen neben dem namensgebenden Ort der Gemeindeteile Bösennördlingen, Bottenweiler, Ebertsmühle, Mittelstetten, Mühlen, Oberwörnitz, Riedenberg, Rosenhof, Ulrichshausen, Waldhausen und Walkersdorf.

### Klima

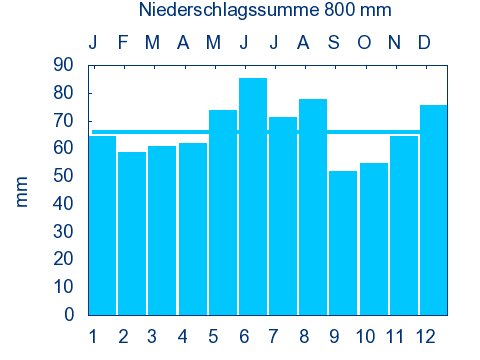
Diagramm Niederschlagsmittelwerte Wörnitz für den Zeitraum von 1961 bis 1990
Niederschlagsdiagramm für Wörnitz (blaue Kurve) vor den Mittelwerten (Quantilen) für Deutschland (grau)

In Wörnitz beträgt die durchschnittliche Niederschlagsmenge im Jahr 800 mm.

## Ortsname
Der Ort wurde 1357 als „Nydern Werntzze“ erstmals urkundlich erwähnt. Der Ortsname leitet sich vom gleichnamigen, die Gemeinde durchfließenden Fluss Wörnitz ab.

## Geschichte

### Bis zur Gemeindegründung
Der Hauptort Wörnitz liegt an der Kreuzung ehemals bedeutender Heerstraßen und wurde im Mittelalter und in der frühen Neuzeit mehrmals zerstört. Eine alte Siedlung auf der heutigen Flur Brambach soll 1388 vollständig niedergebrannt worden sein. Im Jahre 1449 wurden Teile des Ämtleins Wörnitz erneut verwüstet. Im Dreißigjährigen Krieg wurde der Ort ab 1632 mehrmals zerstört. Dichtem Nebel, der das Dorf für kaiserliche und kroatische Truppen (wegen ihrer bunten Uniformen Türken genannt) nicht sichtbar machte, ist die Verschonung des Ortes vor einer weiteren Zerstörung zu verdanken. Seitdem findet in Wörnitz morgens um acht Uhr das so genannte Türkenläuten statt.
Mit dem Gemeindeedikt (frühes 19. Jahrhundert) wurde der Steuerdistrikt Wörnitz gebildet. Zu diesem gehörten Bastenau, Bösennördlingen, Ebertsmühle, Groß- und Kleinulrichshausen, Mittelstetten, Morrieden, Oberwörnitz, Riedenberg, Rosenhof, Sandmühle und Unterwörnitz. Wenig später entstand die Ruralgemeinde Wettringen, die – mit Ausnahme von Bastenau – deckungsgleich mit dem Steuerdistrikt war zuzüglich Walkersdorf. Sie war in Verwaltung und Gerichtsbarkeit dem Landgericht Rothenburg und in der Finanzverwaltung dem Rentamt Rothenburg ob der Tauber zugeordnet (1919 in Finanzamt Rothenburg ob der Tauber umbenannt). Ab 1858 gehörte Wörnitz zum Landgericht Schillingsfürst und ab 1862 zum Bezirksamt Rothenburg ob der Tauber (1939 in Landkreis Rothenburg ob der Tauber umbenannt). In der Gerichtsbarkeit blieb das Landgericht Schillingsfürst zuständig (1879 in Amtsgericht Schillingsfürst umbenannt), von 1928 bis 1973 war es das Amtsgericht Rothenburg ob der Tauber. Die Gemeinde hatte 1964 eine Gebietsfläche von 11,506 km².
Industrie und Gewerbe sowie der Bau der beiden Bundesautobahnen A 6 und A 7 veränderten das Gesicht der Gemeinde. Der Ortskern wurde 1990 umfassend saniert. Dabei wurde auf dem Dorfplatz vor der Dorfkirche St. Martin eine große Plastik aufgestellt, die an die mehrmalige Zerstörung des Ortes und die Verschonung von den „Türken“ erinnert.

### Eingemeindungen
Im Zuge der Gebietsreform in Bayern wurden am 1. November 1971 die Gemeinden Bottenweiler und Erzberg nach Wörnitz eingegliedert.

### Einwohnerentwicklung
Im Zeitraum 1988 bis 2018 stieg die Einwohnerzahl von 1149 auf 1806 um 657 Einwohner bzw. um 57,2 % – der höchste prozentuale Zuwachs im Landkreis Ansbach im genannten Zeitraum.
Gemeinde Wörnitz
| Jahr      | 1818  | 1840   | 1852   | 1861   | 1867   | 1871   | 1875   | 1880   | 1885   | 1890   | 1895   | 1900   | 1905   | 1910   | 1919   | 1925   | 1933   | 1939   | 1946   | 1950   | 1961   | 1970   | 1987   | 1995 | 2005 | 2015   |
| Einwohner | 484   | 574    | 568    | 569    | 528    | 522    | 529    | 551    | 541    | 544    | 544    | 515    | 540    | 538    | 531    | 522    | 500    | 480    | 637    | 655    | 531    | 585    | 1138   | 1528 | 1640 | 1772   |
| Häuser    | 92    | 105    |        |        |        | 106    |        |        | 112    | 113    |        | 115    |        |        |        | 115    |        |        |        | 109    | 120    |        | 309    |      |      | 466    |
| Quelle    | [ 8 ] | [ 10 ] | [ 16 ] | [ 17 ] | [ 18 ] | [ 19 ] | [ 20 ] | [ 21 ] | [ 22 ] | [ 23 ] | [ 16 ] | [ 24 ] | [ 16 ] | [ 25 ] | [ 16 ] | [ 26 ] | [ 16 ] | [ 16 ] | [ 16 ] | [ 27 ] | [ 11 ] | [ 28 ] | [ 29 ] |      |      | [ 30 ] |

Ort (Unter-)Wörnitz
| Jahr      | 1818  | 1840   | 1861   | 1871   | 1885   | 1900   | 1925   | 1950   | 1961   | 1970   | 1987   |
| Einwohner | 137   | 159    | 153    | 133    | 165    | *147   | *173   | *255   | 178    | 215    | 456    |
| Häuser    | 27    | 34     |        |        | 35     | *38    | *42    | *41    | 44     |        | 128    |
| Quelle    | [ 8 ] | [ 10 ] | [ 17 ] | [ 19 ] | [ 22 ] | [ 24 ] | [ 26 ] | [ 27 ] | [ 11 ] | [ 28 ] | [ 29 ] |

## Politik

### Gemeinderat
Nach der letzten Kommunalwahl am 15. März 2020 hat der Gemeinderat weiterhin zwölf Mitglieder, die alle zur Fraktion Freie Wählergemeinschaft Wörnitz, nicht zu verwechseln mit der Partei Freie Wähler, gehören. Weiteres Mitglied und Vorsitzende des Gemeinderates ist die Bürgermeisterin.

### Bürgermeisterin
Erste Bürgermeisterin ist seit 1. Mai 2020 Friederike Sonnemann (Allgemeine Unabhängige Bürger). Sie war einzige Kandidatin und wurde am 15. März 2020 bei einer Wahlbeteiligung von 53,92 % mit 86,69 % der Stimmen gewählt.

### Wappen und Flagge
Wappen
| Wappen von Wörnitz | Blasonierung: „In Silber eine aus einem grünen Dreiberg, der mit einem silbernen Wellenbalken belegt ist, wachsende grüne Linde, beseitet von zwei roten Zinnentürmen, die durch eine rote Mauer verbunden sind.“ |
| Wappen von Wörnitz | Wappenbegründung: Die beiden roten Türme stammen aus dem Wappen der Reichsstadt Rothenburg, in deren Besitz Wörnitz von 1406 bis 1803 war. Die grüne Linde stellt die alte Gerichtslinde von Wörnitz dar. Der grüne Dreiberg mit dem Wellenbalken symbolisiert die landwirtschaftliche Struktur und die geografische Lage des Gemeindegebiets im Tal der Wörnitz. Die Gemeinde Wörnitz führt seit 1984 das Wappen. |

Flagge
Die Gemeindeflagge ist rot-weiß-grün.

## Kultur und Sehenswürdigkeiten

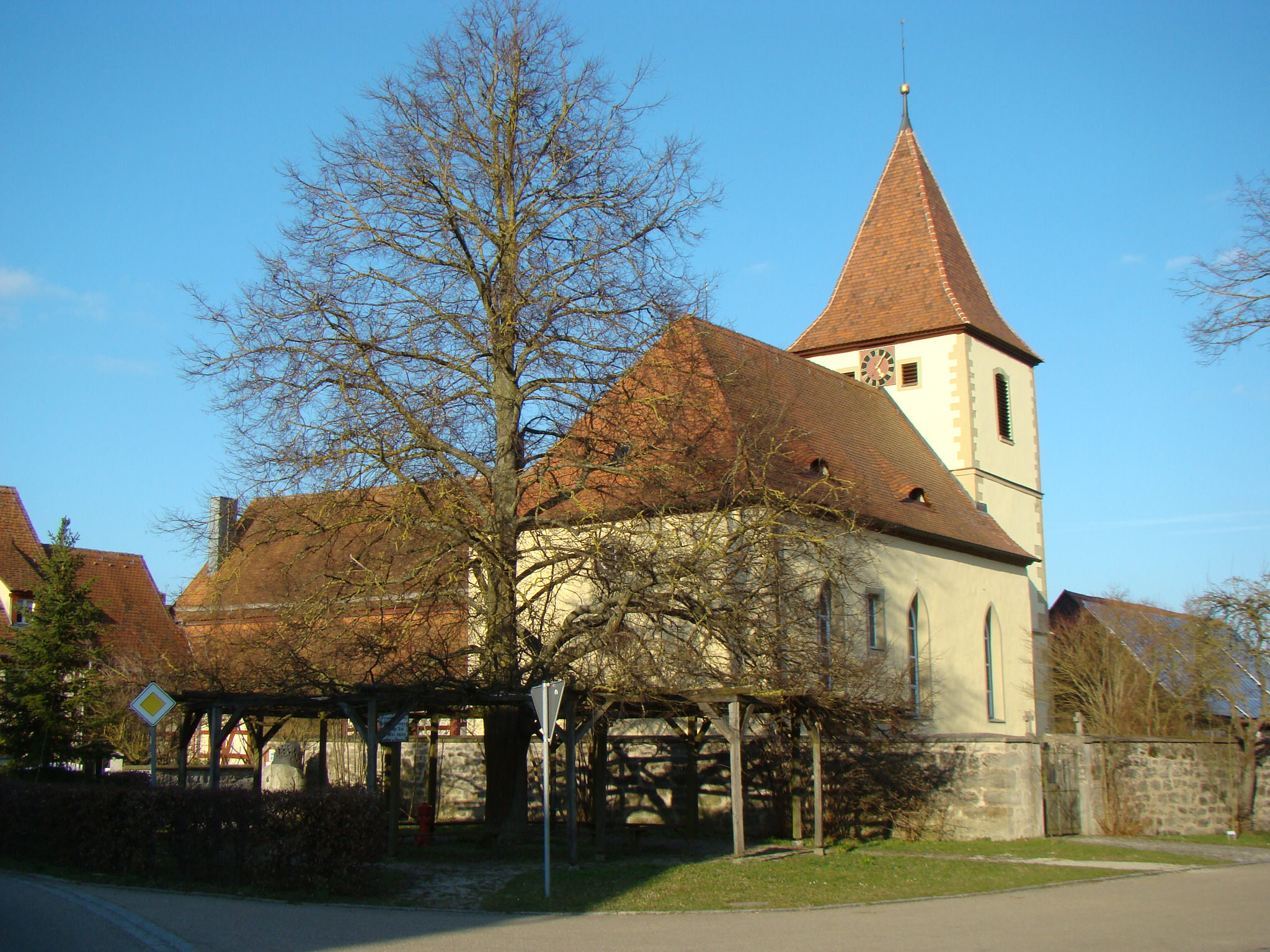
Dorfplatz in Wörnitz mit Dorfkirche St. Martin und Gerichtslinde

### Bauwerke
In der Ortsmitte von Wörnitz befindet sich die Dorfkirche St. Martin. Auf dem Dorfplatz davor steht eine alte Gerichtslinde. Eine Plastik erinnert an die Verschonung des Ortes im Dreißigjährigen Krieg, die Flurbereinigung 1977 und die Dorferneuerung 1990.

### Regelmäßige Veranstaltungen
Alle zwei Jahre findet im September Süddeutschlands größtes Nutzfahrzeug-Oldtimertreffen statt. Beim 11. Treffen des Jahres 2009 waren rund 300 Fahrzeuge aus ganz Deutschland und dem europäischen Ausland vertreten.
Die Kirchweihe der St.-Martin-Kirche Wörnitz wird mitsamt den Feierlichkeiten, bestehend aus einem Festgottesdienst, Unterhaltungsprogramm, sowie mehreren kulturellen und kulinarischen Angeboten der ansässigen Vereine, jährlich an einem Wochenende im Oktober (meist zwischen dem 21. und dem 24.) in der Ortsmitte am Georg-Ehnes-Platz veranstaltet.

## Wirtschaft und Infrastruktur

### Wirtschaft
Das wirtschaftliche Leben wird geprägt durch rund 60 Betriebe, die z. Zt. rund 800 Mitarbeiter beschäftigen und zum Teil international tätig sind, sowie von vielerlei Handwerksbetrieben.
Durch die Ansiedlung von Gewerbebetrieben und durch die Ausweisung von Wohnbaugebieten in reizvoller ländlicher Lage hat sich die Gemeinde von einer rein landwirtschaftlich strukturierten Gemeinde zu einer modernen Industriegemeinde gewandelt. Die frühe Erschließung des Ortes Wörnitz mit Fernwasser und Erdgas waren mit Voraussetzung, investitionsbereiten Unternehmen einen möglichen Standort anzubieten. Die nötigen Flächen, in günstiger Lage und zu vertretbaren Preisen, fanden das Interesse expandierender Betriebe.
Wörnitz ist Mitglied im Tourismusverband Romantisches Franken.

### Branchenstruktur
| alle IHK-Mitgliedsunternehmen (2019) | alle IHK-Mitgliedsunternehmen (2019) |
| ------------------------------------ | ------------------------------------ |
| Industrie                            | 73                                   |
| Einzelhandel                         | 31                                   |
| Großhandel                           | 17                                   |
| Verkehr und Logistik                 | 8                                    |
| Gastgewerber                         | 10                                   |
| Dienstleistungen für Unternehmen     | 32                                   |
| Dienstleistungen für Personen        | 39                                   |

### Verkehr
Die Staatsstraße 2419, die Teil der Romantischen Straße ist, führt zur Anschlussstelle 109 der Bundesautobahn 7 (1,2 km nordwestlich) bzw. an Mittelstetten vorbei zur Anschlussstelle 49 der Bundesautobahn 6 (4,5 km südöstlich). Die Kreisstraße AN 5 führt über Oberwörnitz zur St 2246 (1,3 km nördlich) bzw. nach Bösennördlingen (1,2 km südwestlich). Die Kreisstraße AN 16 führt nach Bastenau (2,2 km südwestlich). Gemeindeverbindungsstraßen führen nach Bersbronn (0,8 km nordöstlich), nach Ulrichshausen zur Kreisstraße AN 4 (1,4 km südlich) und an der Sandmühle vorbei nach Mittelstetten (1,7 km südöstlich).
Der Ort hatte einen Haltepunkt an der 1971 stillgelegten Bahnstrecke Steinach bei Rothenburg–Dombühl.
Durch Wörnitz führt der "Radschmetterling", ein überregionales Netz an ausgeschilderten Fahrradrundtouren.

## Persönlichkeiten
- Georg Ehnes (1920–1991), ehemaliger Landtags- und Bundestagsabgeordneter der CSU, stammt aus Mittelstetten.